# Ungerns liberala parti
Ungerns liberala parti (ungerska: Magyar Liberális Párt; förkortat Liberalerna (Liberálisok) eller MLP) är ett liberalt politiskt parti i Ungern. Partiet grundades den 27 april 2013. Partiledare är Anett Bősz.